# Памятник Габдулле Тукаю (Казань, улица Пушкина)
Памятник Габдулле Тукаю, великому татарскому народному поэту, литературному критику, публицисту, общественному деятелю и переводчику, установлен в Казани на улице Пушкина в сквере имени Г. Тукая в Вахитовском районе города.

## Описание
Авторами памятника являются Садри Салахович Ахунов, Лев Ефимович Кербель и Лев Моисеевич Писаревский.
Памятник представляет собой бронзовую фигуру Габдуллы Тукая с раскрытой книгой в руке, установленную на высокий постамент из чёрного лабрадорита. Постамент находится на квадратном основании, внизу представляет собой четырёхгранник, постепенно переходящий в восьмигранник. Нижняя часть постамента опоясана татарским народным орнаментом. На передней части постамента кириллицей и арабским алфавитом высечена надпись «Габдулла Тукай. 1886—1913».
Памятник был открыт в 1958 г. В соответствии с Постановлением Совета Министров РСФСР № 1327, приложение 1 от 30.08.1960 г., памятник был признан объектом культурного наследия федерального значения.